# ダイケンビルサービス
株式会社ダイケンビルサービス（旧：第一建築サービス→ダイケングループ）は、東京都千代田区に本社を置く建築物の清掃、警備などの管理を行う建築物管理企業。

## 沿革
- 1958年、丸橋博行が第一建築サービスを大阪で創業。
- 1978年、指月会（永年勤続者互助会）創設。
- 2008年、社名を「ダイケングループ」へ変更。
- 2009年1月30日、中部国際空港で勤務している社員が空港スタッフとして年間表彰された[3]。
- 2016年10月1日、社名を「ダイケンビルサービス」へ変更。

### 創業者
丸橋博行は一燈園を信仰し、全国ビルメンテナンス協会第二代会長、第四代光友会当番なども務め、2010年1月11日、87歳で亡くなった。

## 関連会社
- 北海道ダイケン
- 東北ダイケン
- 西日本ダイケン
- 四国ダイケン
- 九州ダイケン
- 沖縄ダイケン
- ダイケンエンジニアリング
- 環境管理総合研究所